# Lorenzo Lotti
|  | Aquest article tracta sobre Lorenzo Lotti. Si cerqueu informació sobre Lorenzo Lotto, el pintor italià contemporani de Lorenzetto, vegeu «Lorenzo Lotto». |

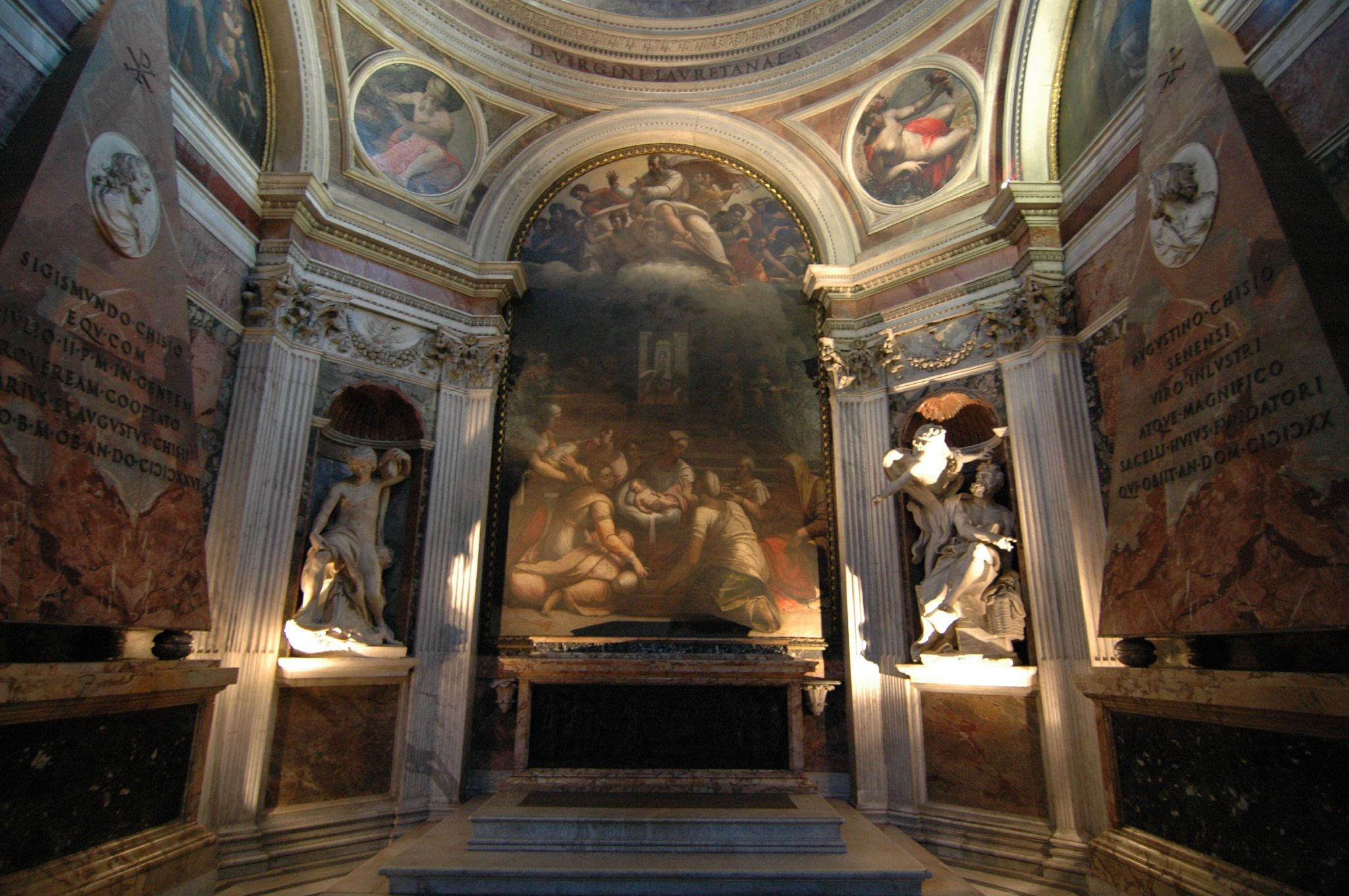
Capella Chigi, Santa Maria del Popolo, amb el Jonàs de Lorenzetto a l'esquerra de l'altar.

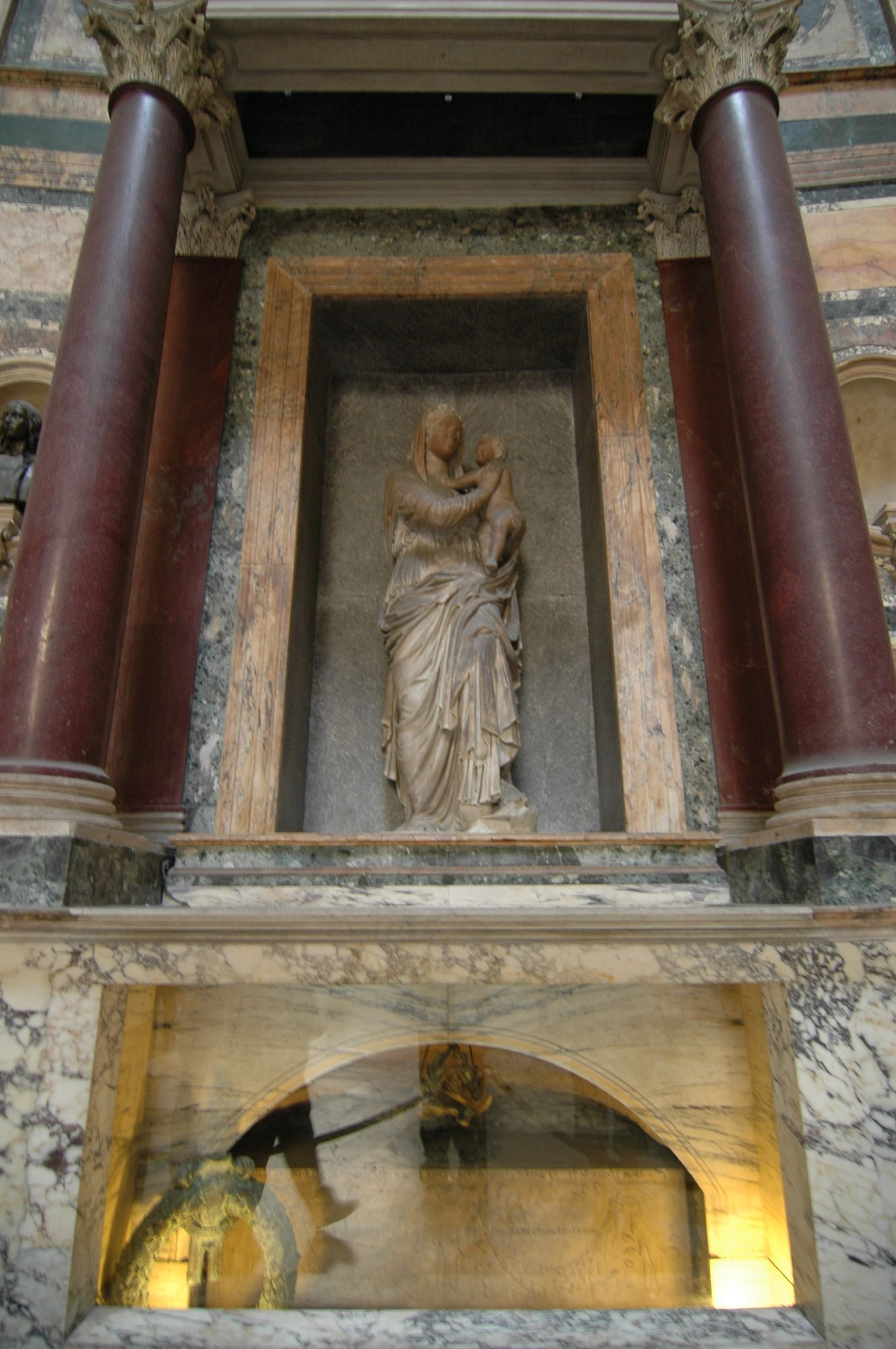
Madonna del Sasso, sobre la tomba de Rafael, Panteó de Roma.

Lorenzo Lotti, també conegut com a Lorenzetto, (Florència, 1490 – Roma, 1541), nascut Lorenzo di Lodovico di Guglielmo, va ser un escultor i arquitecte italià del Renaixement, pertanyent al cercle de Rafael.
Va nàixer a Florència i es va casar amb la germana de Giulio Romano, altre pintor, escultor i deixeble de Rafael. Apareix biografiat a Le Vite de' più eccellenti pittori, scultori, e architettori de Giorgio Vasari.

## Obra escultòrica
Segons Vasari sent encara un jove escultor, Lorenzetto va acabar el sepulcre del cardenal Niccolò Forteguerri, començat per Andrea del Verrocchio l'any 1477, a San Jacopo, a Pistoia. Una vegada a Roma va fer «moltes obres», de les quals, segons Vasari, «no cal destacar-ne cap».
Per influència de Rafael, Lorenzetto va rebre un encàrrec d'Agostino Chigi per fer la seua tomba a Santa Maria del Popolo, on Agostino havia fet construir una capella (Capella Chigi). Segons Vasari, Lorenzetto va treballar molt intensament en aquest projecte, tant per a impressionar Chigi com per a quedar bé amb Rafael. Amb ajuda del jove escultor Raffaello da Montelupo, i emprant dibuixos de Rafael (segons Vasari), Lorenzetto va fer una estàtua d'Elies, així com un Jonàs nu alliberat del ventre de la balena, com a símbol de la resurrecció dels morts. També va ser recomanat per Rafael per fer uns relleus de bronze per a la tomba d'Agostino. El relleu de Crist i la Samaritana va ser traslladat a la base de l'altar per Bernini, arran de posteriors reformes a la capella.
Segons Vasari, la mort gairebé simultània de Chigi i Rafael (amb una diferència de quatre dies entre un i altre, l'any 1520) va ser la causa del declivi de la fortuna de Lorenzetto. Els hereus de Chigi no van retirar les estàtues per a la Capella «durant molts anys» i Lorenzetto «va perdre tota esperança, en veure que havia desaprofitat el seu temps i el seu treball».
No obstant va aconseguir el nou treball de fer una estàtua per a la tomba de Rafael al Panteó de Roma, obra per a la qual va comptar amb l'ajut de Raffaello da Montelupo. Aquesta escultura és anomenada la Madonna del Sasso (Mare de Déu de la Roca), perquè la mare de Déu recolza un peu sobre una pedara.
L'any 1524, Lorenzetto va acabar la tomba del poeta Bernardino Cappella a Santo Stefano Rotondo (de nou en companyia de Raffaello da Montelupo).
En aquesta mateixa època va treballar també a les tombes dels papes Mèdici (Climent VII i Lleó X) a Santa Maria sopra Minerva (c. 1536) on va encarregar-se de treballs secundaris, atès que l'obra principal va anar a càrrec de Baccio Bandinelli.

## Obra a Sant Pere de Roma
En els seus últims anys, Lorenzetto també va ser ajudant d'Antonio da Sangallo el Jove com a arquitecte i supervisor de la inacabable obra de Sant Pere del Vaticà sota el papat de Pau III. Segons Vasari, aquest va ser el treball més lucratiu de tota la carrera de Lorenzetto, perquè:
| « | es treballava a destall, a tant la cana. I així va ser que en pocs anys va guanyar més fama treballant menys que en tots els anys anteriors en què només uns pocs el coneixien, de manera que Déu, els homes i la sort li eren propicis. Si haguera viscut fins avui, s'haguera rescabalat de la seua mala sort durant tots els anys en què tan durament va treballar. Va morir als quaranta-set anys, d'unes calentures, l'any 1541. | » |